# Roy Porter
Roy Sydney Porter (31 de diciembre de 1946 – 3 de marzo de 2002) fue un historiador británico destacado por su trabajo sobre la historia de la medicina. Creció en el sur de Londres y acudió a la Wilson's grammar school en Camberwell.

## Carrera
Obtuvo una beca para el Christ's College, Cambridge, donde estudió con J. H. Plumb. Entre sus contemporáneos se encuentran Simon Schama y Andrew Wheatcroft. Estudió con Robert M. Young. En 1972, se trasladó al Churchill College como tutor de Historia. Recibió su doctorado en 1974, publicando una tesis sobre la historia de la geología.
En 1979 se unió al Wellcome Institute for the History of Medicine (parte del Wellcome Trust) como lector. En 1993 se convirtió en Professor of Social History en el Instituto. Se retiró en septiembre de 2001 y sufrió un ataque al corazón cinco meses más tarde. Uno de sus últimos libros fue The Enlightenment (La Ilustración). 
Porter escribió o editó un centenar de libros. Además de la historia de la medicina y de otras ciencias, se especializó en la historia social de la Gran Bretaña del siglo XVII y la Ilustración. También escribió e impartió clases sobre la historia de Londres.